# فيانويفا ديل أرثوبيسبو
بلدية فيانويفا ديل أرثوبيسبو (بالإسبانية: Villanueva del Arzobispo) هي بلدية تقع في مقاطعة خاين التابعة لمنطقة أندلوسيا جنوب إسبانيا.

## الديموغرافيا
بلغ عدد سكان بلدية فيانويفا ديل أرثوبيسبو 8.924 نسمة عام 2011 (وفقاً للمعهد الوطني الإسباني للإحصاء).
| 8.495 | 8.644 | 8.748 | 8.768 | 8.619 | 8.714 | 8.924 |